# Władysław Bobowski

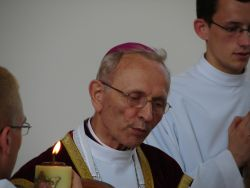
Władysław Bobowski

Bischofswappen Władysław Bobowskis

Władysław Jozef Bobowski (* 19. März 1932 in Tropie; † 8. Juli 2025 in Tarnów) war ein polnischer Geistlicher und römisch-katholischer Weihbischof in Tarnów.

## Leben
Władysław Bobowski trat nach dem Abitur in das Priesterseminar in Tarnów ein. Weihbischof Karol Pękala spendete ihm nach seiner theologischen Ausbildung am 9. Juli 1950 das Sakrament der Priesterweihe für das Bistum Tarnów. Er war als Vikar in der Pfarrei Ryglice und von 1961 bis 1962 als Katechet in Tarnów tätig. Er absolvierte ein theologisches Doktoratsstudium an der Katholischen Universität Lublin und an der Päpstlichen Universität Gregoriana in Rom. Er war Spiritual des Priesterseminars in Tarnów (1969–1975) und dort zudem Professor für Theologie (1969–1999).
Papst Paul VI. ernannte ihn am 23. Dezember 1974 zum Titularbischof von Abernethia und zum Weihbischof in Tarnów. Der Erzbischof ad personam von Tarnów, Jerzy Karol Ablewicz, spendete ihm am 3. Juli desselben Jahres in der Kathedrale von Tarnów die Bischofsweihe. Mitkonsekratoren waren die Tarnówer Weihbischöfe Piotr Bednarczyk und Józef Gucwa. Als Bischof sorgte er für die kontinuierliche spirituelle Ausbildung von Priestern und Ordensleuten, koordinierte die Arbeit der Familienpastoral und amtierte 30 Jahre lang als Generalvikar. Er initiierte die Sommercamps für Kinder und Jugendliche der Diözese Tarnów, bekannt als „Ferien mit Gott“. Innerhalb der Polnischen Bischofskonferenz war er Vorsitzender der Kommission für Jugendpastoral (1983–1994), stellvertretender Vorsitzender der Kommission des Tourismusministeriums, Mitglied der Kommission für religiöse Angelegenheiten und Mitglied der Kommission für Gottesdienst und Sakramentenordnung. Am 20. Oktober 2009 nahm Papst Benedikt XVI. seinen altersbedingten Rücktritt an.
Im Jahr 2025 verlieh ihm Präsident Andrzej Duda das Ritterkreuz des Orden Polonia Restituta. Er wurde zum Ehrenbürger von Tarnów (2007), der Gemeinde Ryglice (2008) und der Gemeinde Gródek nad Dunajcem (2011) ernannt. Außerdem erhielt er das Wappen „Für Verdienste um die Stadt Nowy Sącz“ (2010), das Ehrenabzeichen „Für Verdienste um die Region Sądecka“ (2017) und das Goldene Ehrenzeichen der Woiwodschaft Kleinpolen – das Kleinpolen-Kreuz (2025). Er war Mitglied der Akademia Polonijna w Częstochowie.